# Политический центр
Политический центр, или Политцентр, — общественно-политическая организация, кратковременно действовавшая в Иркутске с ноября 1919 по январь 1920 года. Избран 12 ноября 1919 года Всесибирским совещанием земских собраний и городских дум.

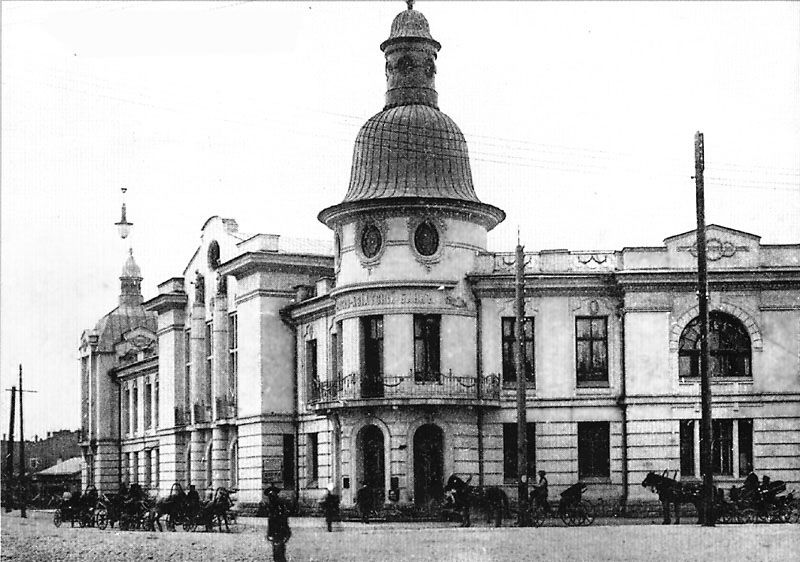
Здание Политцентра

## Структура
В состав Политцентра входили представители нескольких организаций:
- Всесибирского краевого комитета эсеров,
- Бюро сибирских организаций меньшевиков,
- Земское политическое бюро — орган избранный совещанием земских собраний в Иркутске проходившем 11 — 24 октября,
- Сибирский Центральный Комитет «Объединений трудового крестьянства».

Председателем Политцентра был Ф. Ф. Федорович, в него вошли от ЦК «Объединений трудового крестьянства Сибири» эсеры: В. М. Коногов, А. А. Иваницкий-Василенко; от Земского политического бюро эсеры: Я. Н. Ходукин, Б. А. Косминский (товарищ председателя); от  Бюро сибирских организаций РСДРП (от меньшевиков): И. И. Ахматов (товарищ председателя) и  Л. И. Гольдман; и М. С. Фельдман, член Сибирского крайкома ПСР.

## Задачи
Политцентр ставил перед собой цели свержение власти Верховного правителя России адмирала Колчака, недопущение победы коммунистов и создание на Дальнем Востоке и в Восточной Сибири «буферного» демократического государства.
Политцентр выпустил «Манифест» в котором определил свои задачи:
1. Созвать 12 января 1920 года Временный Сибирский совет народного управления для передачи ему власти.
2. Местная власть передается земским управам и городским думам.
3. Установить перемирие на фронте.
4. Пропуск чехословацких войск с сибирской территории на восток.
5. Установление взаимоотношений с представителями иностранных государств.
6. Регулирование земельных отношений по положениям, принятым Всероссийским Учредительным собранием.

## Деятельность
В конце 1919 года организовал успешное антиколчаковское восстание в Иркутске и губернии, окончившееся 5 января 1920 года. 10–11 января провёл выборы во Временный Сибирский совет народного управления. В него вошли 8 членов Политцентра, 6 земских представителей и по 3 представителя от городской думы, кооперации, крестьянских объединений и от рабочих объединений.
19 января Политцентр провёл в Томске переговоры с командованием 5-й Красной Армии о создании буферного государства с границами по Оке и Ангаре.
23 января 1920 года Политцентр в присутствии представителей Чехословацкого корпуса подписанием соответствующего акта передал власть Иркутскому военно-революционному комитету большевиков.